# Droga nr 675 (Izrael)
Droga regionalna nr 675 (hebr. כביש 675) – droga regionalna położona na północy Izraela. Łączy ona drogę nr 65 z drogą nr 60 i nr 71 w Dolinie Jezreel, pełniąc w ten sposób funkcję południowej obwodnicy miasta Afula.

## Przebieg
Droga nr 675 przebiega przez Poddystrykt Jezreel w Dystrykcie Północnym Izraela. Biegnie równoleżnikowo, przecinając Dolinę Jezreel z zachodu na wschód.
Swój początek bierze na skrzyżowaniu z drogą nr 65 przy porcie lotniczym Megiddo. Jadąc drogą nr 65 na południowy zachód dojeżdża się do skrzyżowania Megiddo z drogą nr 66, lub jadąc na północny wschód dojeżdża się do miasta Afula. Droga nr 675 kieruje się stąd w kierunku południowo-wschodnim i jadąc wśród pól uprawnych dociera do bloku osiedli rolniczych Chewelu Ta’anach - jest tu zjazd na drogę nr 6714 do położonej na zachodzie wsi komunalnej Nir Jafe. Nasz główna droga wykręca tutaj łagodnie na wschód i dociera do nowo tworzonego parku przemysłowego Gilboa. Jest tutaj skrzyżowanie z drogą nr 6724, która prowadzi na południe do moszawu Dewora. Po ponad 2 km dociera się do skrzyżowania z drogą nr 6734, która prowadzi na południowy zachód do moszawu Awital. Kawałek dalej znajduje się skrzyżowanie Jizre’el z drogą nr 60, którą jadąc na północny zachód dojeżdża się do miasta Afula, lub na południe do wiosek Gan Ner i Sandala. Natomiast droga nr 675 prowadzi dalej na wschód i dociera do położonego na północy kibucu Jizre’el. Kawałek dalej dociera do podnóża Wzgórz Gilboa, na które prowadzi droga nr 667. Natomiast nasza główna droga wykręca tutaj łagodnie na północny wschód i zjeżdża do Doliny Charod. Droga nr 675 kończy swój bieg na skrzyżowaniu Nawot z drogą nr 71. Jadąc nią na północny zachód dojeżdża się do miasta Afula, lub na wschód do moszawu Kefar Jechezkel.